# Ротшильд, Розика
Розика Ротшильд, урождённая фон Вертхеймштейн (венг. Rózsika Edle von Wertheimstein, Rózsika Rothschild; 1870, Орадя — 30 июня 1940, Лондон) — австро-венгерская и британская светская дама, жена банкира и энтомолога Чарльза Ротшильда.

## Биография
Родилась в Надьвараде, Австро-Венгрия (ныне Орадя, Румыния), в семье офицера австро-венгерской армии еврейского происхождения. Её семья стала одной из первых в Европе еврейской семьёй, возведённой в дворянское достоинство без предварительного перехода в христианство. Имела 6 братьев и сестёр. Знала несколько языков, интересовалась политикой. На рубеже веков была известной в Венгрии теннисисткой.
6 февраля 1907 года в Вене вышла замуж за Чарльза Ротшильда, с которым познакомилась во время экскурсии для ловли бабочек в Карпатах (либо на теннисном корте в Карлсбаде). После замужества проживала с мужем в Великобритании, в Тринге, Хартфордшир. После ранней смерти мужа, покончившего жизнь самоубийством в 1923 году, Розика вырастила четверых их общих детей. Последние годы жизни провела в Лондоне.

### Дети
- Мириам Луиза (1908—2005) — энтомолог, садовод, эколог.
- Елизавета Шарлотта (1909—1988).
- Виктор (1910—1990) — высокопоставленный сотрудник британской разведки MI5.
- Кэтлин Анни Панноника Ротшильд[нем.] (1913—1988).